# Reimund Neugebauer

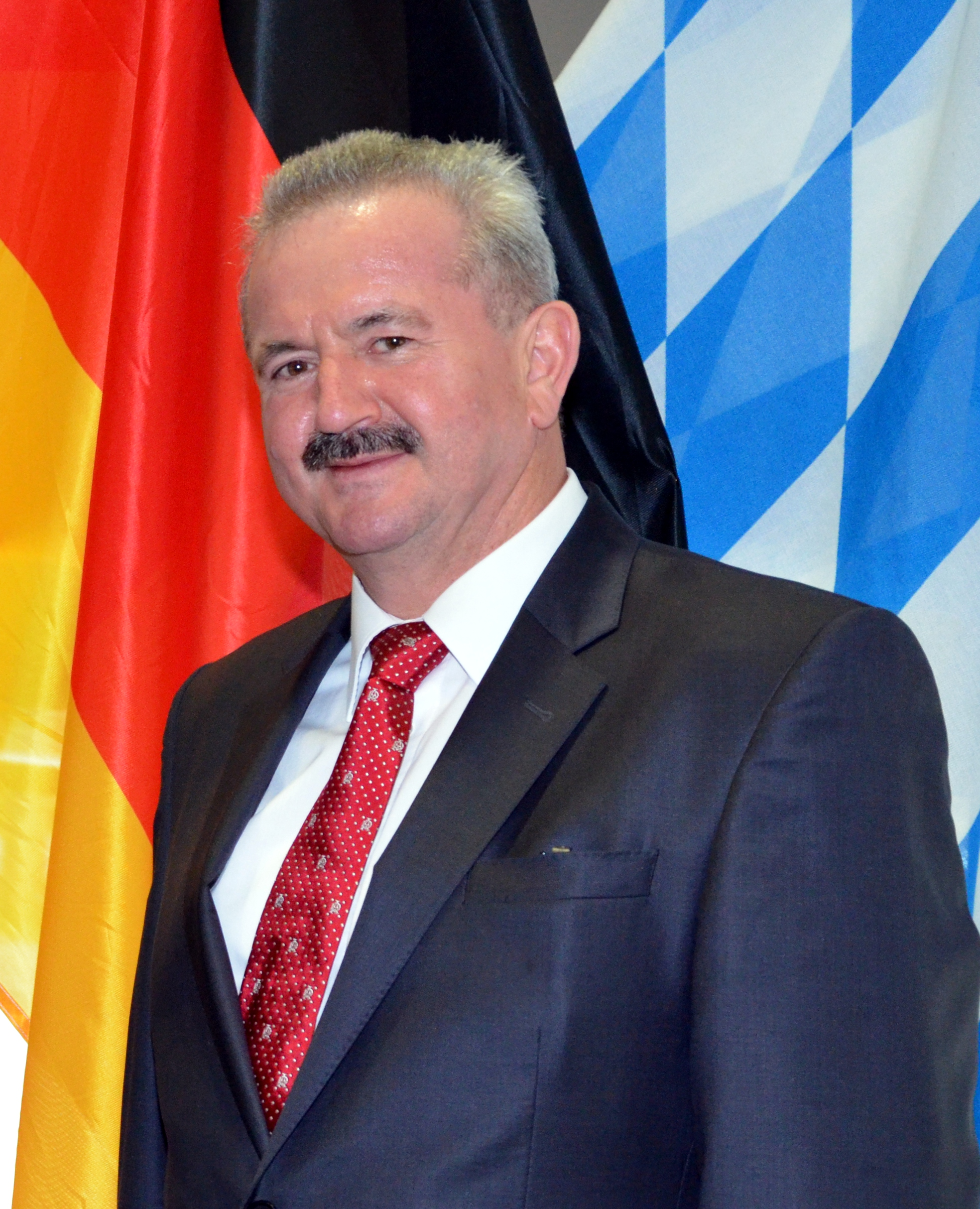
Reimund Neugebauer, 2013

Knut Paul Reimund Neugebauer (* 27. Juni 1953 in Esperstedt) ist ein deutscher Ingenieur und Hochschullehrer, der im Wissenschaftsfeld der Produktionstechnik tätig ist. Vom 1. Oktober 2012 bis zum 25. Mai 2023 amtierte er als 10. Präsident der Fraunhofer-Gesellschaft.

## Leben
Nach Erlangen des Abiturs mit begleitender Berufsausbildung zum Maschinenbauer studierte Neugebauer an der Technischen Universität Dresden Maschinenbau und vertiefte sich dabei in der Fachrichtung Werkzeugmaschinenkonstruktion. Nach dem Abschluss mit Diplom war er als wissenschaftlicher Assistent und Oberassistent an diesem Lehrstuhl tätig. 1984 wurde er zu dem Thema Rechnergestützte Aufbereitung von Finite-Elemente-Berechnungsmodellen für Werkzeugmaschinen-Strukturen promoviert. Zwischen 1985 und 1989 war er im Kombinat Umformtechnik Erfurt in verschiedenen Aufgaben der Grundlagenentwicklung und Automatisierungstechnik tätig. 1989 habilitierte er sich mit einer Arbeit zur Thematik Entwicklung flexibler abformender Blechbearbeitungssysteme. Im selben Jahr wurde er als Dozent an die TU Dresden berufen, wo er ab 1990 das Institut für Werkzeugmaschinen leitete.
Als 1992 die Fraunhofer-Gesellschaft in Chemnitz die Fraunhofer-Einrichtung für Umformtechnik und Werkzeugmaschinen gründete, übernahm er als einer der Institutsleiter den Bereich Werkzeugmaschinen und Automatisierungstechnik. Nach Ausscheiden von Rolf Umbach übernahm er 1994 die alleinige Institutsleitung der nunmehr als Fraunhofer-Institut für Werkzeugmaschinen und Umformtechnik (IWU) bezeichneten Forschungseinrichtung, der er 21 Jahre lang bis September 2012 vorstand.
1993 wurde er vertretungsweise mit der Leitung der Professur Werkzeugmaschinen an der Technischen Universität Chemnitz betraut und erhielt schließlich 1995 den Ruf zum Ordentlichen Professor und Lehrstuhlinhaber. Von 2000 bis 2012 war er geschäftsführender Direktor des Instituts für Werkzeugmaschinen und Produktionsprozesse (IWP) an der TU Chemnitz, von 2003 bis 2006 war er zudem Dekan der Fakultät für Maschinenbau.
Vom 20. März 2006 bis zum 26. Oktober 2007 war Reimund Neugebauer Mitglied im Verwaltungsrat der Landesbank Sachsen.
Neugebauer ist Mitglied zahlreicher nationaler und internationaler wissenschaftlicher Gesellschaften und Verbände. Er gehört der Arbeitsgemeinschaft Umformtechnik (AGU) an, war vom 1. Januar 2010 bis 31. Dezember 2011 Präsident der Wissenschaftlichen Gesellschaft für Produktionstechnik (WGP) und ist Vollmitglied (Active Member) der Internationalen Akademie für Produktionstechnik (CIRP), deren Jahrestagung 2007 vom IWU in Dresden ausgerichtet wurde. Zudem ist er Mitglied der Deutschen Akademie der Technikwissenschaften (acatech) und ist Ehrenpräsident des Industrievereins Sachsen 1828. Seit 2014 ist er Mitglied der Nationalen Akademie der Wissenschaften Leopoldina und Mitglied im Steuerkreis des Innovationsdialogs zwischen Bundesregierung, Wirtschaft und Wissenschaft. Seit 2015 ist Reimund Neugebauer einer der beiden Vorsitzenden des Hightech-Forums, das als zentrales Beratungsgremium der Bundesregierung die Weiterentwicklung und Umsetzung der Hightech-Strategie begleitet. Darüber hinaus ist Reimund Neugebauer seit 2019 Mitglied des Universitätsrat der Friedrich-Alexander-Universität Erlangen-Nürnberg.
Reimund Neugebauer arbeitet auf den Gebieten Technologie der Fertigungsverfahren, Werkzeugmaschinen, Umformtechnik, Innenhochdruckumformen und Metallschaum. Dabei hat er sich in den letzten Jahren vor allem bei ressourceneffizienten Fertigungsprozessen einen Namen gemacht.
Am 8. Mai 2012 wurde er vom Senat der Fraunhofer-Gesellschaft zum Nachfolger von Hans-Jörg Bullinger als Präsident der Fraunhofer-Gesellschaft gewählt und übernahm das Amt am 1. Oktober 2012. Schwerpunkte seiner ersten fünfjährigen Amtszeit sah er in der Sicherung der Flexibilität und der wissenschaftlichen Exzellenz der Forschungsorganisation. Am 1. Oktober 2017 begann die zweite Amtszeit von Reimund Neugebauer als Präsident der Fraunhofer-Gesellschaft.

## Kontroversen
Seit September 2021 war Neugebauer Vorwürfen zu einer möglichen Verbindung privater und dienstlicher Angelegenheiten ausgesetzt, wie die Zeitung Die Welt in Bezug auf ein Ereignis aus dem Frühjahr 2019 kommentierte. Mit mehreren zehntausend Euro finanzierte die Fraunhofer-Gesellschaft zu dieser Zeit eine Vernissage in der Berliner Galerie State Studio, die auch Werke von Neugebauers Ehefrau ausstellte. Laut Insiderberichten der Wirtschaftswoche war Neugebauers Frau einige Monate zuvor durch die Fraunhofer-Gesellschaft zur Schirmherrin des Netzwerks „Wissenschaft, Kunst und Design“ ernannt worden. Abgeordnete mehrerer Bundestagsfraktionen verlangten daraufhin schriftliche Auskunft seitens der Bundesregierung und forderten auch eine Prüfung der Ereignisse durch den Bundesrechnungshof.
Zeitgleich veröffentlichte die Wirtschaftswoche außerdem Indizien, die auf eine versuchte Beeinflussung des Besetzungsverfahrens der Rektorennachfolge der TU Chemnitz seitens Neugebauer hinwiesen. Laut einem Gutachten des Senates der TU Chemnitz, an der Neugebauer Vorsitzender des Hochschulrates ist, versuchte er mutmaßlich den amtierenden Rektor Gerd Strohmeier, der sich um eine zweite Amtszeit beworben hatte, durch einen ihm gewogeneren Kandidaten zu ersetzen, indem er dem Senat eine Kandidatenliste ohne Strohmeiers Namen vorlegte. Durch den Hochschulrat der Technischen Universität Chemnitz wurde Unbefangenheit Neugebauers ohne Gegenstimme festgestellt. Daraufhin forderte der Senat der TU Chemnitz den Hochschulrat auf, ein rechtskonformes Wahlverfahren einzuleiten. Daraufhin wurden Schritte eingeleitet, die Rektorennachfolge neu auszuschreiben.
Die kontroversen Aktivitäten Neugebauers fasste die Wirtschaftswoche daraufhin in einem Artikel unter dem Titel „Professor Autokrat“ zusammen, der auch verschiedene Beschwerden von Mitarbeitern der Fraunhofer-Gesellschaft aufgreift, die Neugebauers Führungsstil als ein „Diktat der Angst“ bezeichneten und ihm einen Hang zur „Spezlwirtschaft“ vorwarfen.
Nach Bekanntwerden der Vorwürfe leitete die Fraunhofer-Gesellschaft am 10. Oktober 2021 ein Untersuchungsverfahren ein. Der Senat der Fraunhofer-Gesellschaft stufte nach Abschluss des Untersuchungsverfahrens die Vorwürfe gegen Präsident Neugebauer als „durchweg haltlos“ ein, was im Außenraum allerdings auch auf Kritik stieß.
Im Oktober 2022 gab Neugebauer bekannt, dass er im Herbst 2023 vorzeitig von seinem Amt als Präsident der Fraunhofer-Gesellschaft zurücktreten wird. Es wurde öffentlich diskutiert, dass dies in Zusammenhang mit den immer gravierenderen Vorwürfen gegen ihn stünde. Die Vorwürfe eskalierten im Februar 2023 erneut. Die Bundesministerin für Bildung und Forschung Bettina Stark-Watzinger drängte auf einen raschen Führungswechsel. Am 25. Mai 2023 gab Neugebauer im Zuge der Wahl seines Nachfolgers Holger Hanselka schließlich seinen Rücktritt bekannt.
Im Juli 2023 wurde bekannt, dass Neugebauer zum November 2023 aus dem Hochschulrat der TU Chemnitz ausscheidet.
Anfang September wurden im Zusammenhang mit einem Beratervertrag zwischen der Fraunhofer-Gesellschaft und einem Vertrauten Neugebauers schwere Vorwürfe gegen die verantwortlichen Mitglieder des Fraunhofer-Vorstandes bekannt. Nachdem ein Anfangsverdacht der Untreue festgestellt wurde, personifizierte die Staatsanwaltschaft München bisher gegen „Unbekannt“ laufende Ermittlungen unter anderem gegen Neugebauer. Weiterhin wurde bekannt, dass die Fraunhofer-Gesellschaft Schadenersatzansprüche unter anderem gegen Neugebauer prüfe.

## Sonstige Tätigkeiten
Neugebauer ist ehrenamtliches Jurymitglied bei „Top 100“, einer Auszeichnung für die innovativsten Unternehmen im deutschen Mittelstand.
Auf Vorschlag der sächsischen CDU-Landtagsfraktion gehörte Neugebauer der 16. Bundesversammlung 2017 und 17. Bundesversammlung 2022 an.
Seit 2021 ist Neugebauer Juryvorsitzender des Stanisław Lem European Research Prize, der von der Universität Breslau jährlich an junge Wissenschaftlerinnen und Wissenschaftler vergeben wird.
Neugebauer ist Aufsichtsratsvorsitzender der ParTec AG.

## Ehrungen
- 2001: Ehrenprofessor der Gorbatschow-Universität Kusbass, Kemerovo (Russland), zurückgegeben am 8. April 2022[35]
- 2003: Ehrendoktorwürde der Staatlichen Technologischen Universität „Stankin“ Moskau, zurückgegeben am 8. April 2022[35]
- 2005: Bundesverdienstkreuz 1. Klasse der Bundesrepublik Deutschland[36]
- 2007: Ehrendoktorwürde der Technischen Universität Brno[37]
- 2011: Ehrenmedaille der TU Chemnitz[38]
- 2012: Ehrendoktorwürde der Technischen Universität München, Fakultät für Maschinenwesen,[39][40] Sächsischer Verdienstorden[41][42] und Eintrag ins Goldene Buch der Stadt Chemnitz im Rahmen eines Ehrensymposium zur Verabschiedung von der Technischen Universität Chemnitz[43]
- 2013: Ehrendoktorwürde der Stellenbosch University, Südafrika[44]
- 2014: Ehrendoktorwürde der Technischen Universität Prag, Tschechien[45], Mitglied der Leopoldina[46]
- 2015: Ehrendoktorwürde der Fakultät für Ingenieurwissenschaften der Universität Neapel Federico II[47], Ehrendoktorwürde der Technischen Universität Breslau[48]
- 2016: Ehrendoktorwürde der Katholieke Universiteit Leuven[49]
- 2018: Ehrendoktorwürde der Technischen und Wirtschaftswissenschaftlichen Universität Budapest (BME)[50]
- 2019: Ehrendoktorwürde der Michigan State University[51]
- 2021: Goldenen Ehrennadel des Rektors der Universität Rostock[52]
- 2021: Offizierskreuz des Verdienstordens der Republik Ungarn[53]
- 2023: Ehrendoktorwürde der Hebrew University of Jerusalem[54]

## Schriften
- Rechnergestützte Aufbereitung von Finite-Elemente-Berechnungsmodellen für Werkzeugmaschinen-Strukturen. Dissertation. 1984.
- Entwicklung flexibler abformender Blechbearbeitungssysteme. Dissertation B (Habilitationsschrift). 1989.
- Prozeßsicherheit in der Blechbearbeitung. 1999.
- Hydro-Umformung. 2007.
- Ressourceneffizienz : Schlüsseltechnologien für Wirtschaft und Gesellschaft 2017.
- Digitalisierung : Schlüsseltechnologien für Wirtschaft und Gesellschaft 2018.